# 丹寧鎮區 (伊利諾伊州富蘭克林縣)
丹寧鎮區（英語：Denning Township）是位於美國伊利諾伊州富蘭克林縣的一個行政鎮區。

## 地方資料
根據2010年美國人口普查的數據，丹寧鎮區的面積為95.80平方千米，當中陸地面積為92.80平方千米，而水域面積為3.00平方千米。當地共有人口5082人，而人口密度為每平方千米53.05人。